# یان جیبوا
یان جیبوا (انگلیسی: Yann Gboua؛ زادهٔ ۲۶ فوریهٔ ۲۰۰۸) بازیکن فوتبال اهل بلژیک است که در حال حاضر برای استاندارد لیژ در پست مهاجم بازی می‌کند. وی همچنین در تیم‌های ملی فوتبال زیر ۱۵ سال زیر ۱۷ سال و زیر ۱۸ سال بلژیک بازی کرده است.

## دوران باشگاهی
جیبوا نخستین بازی حرفه‌ای خود را برای باشگاه فوتبال اس‌ال۱۶ اف‌سی، تیم ذخیره باشگاه فوتبال استاندارد لیژ، در ۱۹ آوریل ۲۰۲۴ در یک مسابقه دسته اول ب فوتبال بلژیک برابر باشگاه فوتبال اوستنده انجام داد و با هدایت رژینال گورو در ترکیب اصلی در شکست ۲–۱ به میدان رفت. در آن زمان، باشگاه فوتبال اس‌ال۱۶ اف‌سی حدود دو هفته پیش از آن به سقوط به دسته ملی یک فوتبال بلژیک محکوم شده بود.
در تابستان ۲۰۲۴، جیبوا با زدن گل پیروزی برای تیم اصلی باشگاه فوتبال استاندارد لیژ در یک دیدار دوستانه مقابل ان‌ای‌سی جلب توجه کرد. در روز افتتاحیه فصل ۲۰۲۵–۲۰۲۴، سرمربی ایوان لکو او را برای مسابقه لیگ برابر باشگاه فوتبال خنک در فهرست تیم قرار داد.